# Вымышленные герои
«Вымышленные герои» (англ. Imaginary Heroes) — драматический фильм 2004 года режиссёра Дэна Харриса.

## Сюжет
Главные герои фильма — обыкновенная американская семья Трэвисов. Однажды трагедия переворачивает их жизнь с ног на голову — старший сын Мэтт покончил с собой…

## В ролях
| Актёр            | Роль         |
| ---------------- | ------------ |
| Сигурни Уивер    | Сэнди Трэвис |
| Эмиль Хирш       | Тим Трэвис   |
| Джефф Дэниэлс    | Бен Трэвис   |
| Мишель Уильямс   | Пенни Трэвис |
| Кип Парду        | Мэтт Трэвис  |
| Дирдри О’Коннелл | Марж Дуайер  |
| Райан Доноху     | Кайл Дуайер  |
| Сьюзанн Санто    | Стеф Коннорс |
| Эри Грейнор      | Дженни       |
| Николь Тубиола   | Табита       |
| Джей Полсон      | Верн         |
| Родриго Лопрести | любовник     |

## Награды и номинации
- 2004 — премия «Национального совета кинокритиков США» в категории «Специальный приз за успехи в кино».
- 2004 — номинация на премию «Chicago International Film Festival» в категории «Лучший фильм» (Дэн Харрис).
- 2005 — номинация на премию «Спутник» в категории «Лучшая актриса драматического фильма» (Сигурни Уивер).

## Отзывы
Фильм получил преимущественно негативные отзывы кинокритиков. На сайте Rotten Tomatoes у фильма 35 % положительных рецензий из 103. На Metacritic — 53 балла из 100 на основе 32 рецензий. Роджер Эберт оценил фильм в 3 звезды из 4-х.